# Конайре Коем
Конайре Коем (ірл. Conaire Cóem) — він же Конайре Прекрасний, Конарє Коем мак Муг Лама — Верховний король Ірландії. Роки правління: 136–143 роки н. е. (згідно з хроніками Джеффрі Кітінга) або 157–165 роки н. е. (згідно з «Книгою Чотирьох Майстрів»). Зять верховного короля Ірландії Конн Сто Битв, син Муг Лама, родич Койпре Кроу-хенда, Койпре Фірмаора, Конайре Мора.

## Прихід до влади і правління
Прийшов до влади після смерті свого тестя — верховного короля Ірландії Конна Сто Битв. Правив протягом семи або восьми років. Був вбитий Немедом мак Скройбкенном у битві під Грутіне. Його наступником став син короля Конна Сто Битв — Арт мак Конн (він же Арт Оенфер).

## Родина
Дружина — Сарайд дочка короля Конна Сто Битв.
У Конайре Коема з дружиною Сарайд були три сини. З них двоє відомі як:
Кайрпре Муск — засновник клану та династії Мускрайге. Він мав сина Корк Дуйбне, що став засновником клану та королівства Корку Дуйбне.
Карйпре Башайн — засновник династій Корку Байскінд, Кайпре Ріата та династій королівства Дал Ріада (на території Ольстера (Улада) та нинішньої Шотландії).